# ウラジロミドリシジミ
ウラジロミドリシジミ（裏白緑小灰蝶、Favonius saphirinus）は、チョウ目（鱗翅目）シジミチョウ科ミドリシジミ亜科に属するチョウの一つ。

## 概要
ゼフィルスと呼ばれる一群の1種。オスの翅表は青に近い緑色に輝く。他のミドリシジミ類と違い翅裏は一様な白色や銀灰色で、他種では白帯の縁取りとなる茶色の帯がわずかに確認できる程度である。赤斑はなく、尾状突起は太く短い。
ダイミョウセセリのように関ヶ原付近で生態が二分され、食樹はブナ科がメインだが東日本ではカシワを主とし西日本ではナラガシワとの結びつきが強い。他種ほど極端な山地性や高所性は示さず、郊外の山間部などでも見られる場合がある。
成虫の発生は西日本で6月-7月上旬であり、東日本では7月頃から出て8月までいる。夕刻から日没にかけて、かなり活発に飛翔する。卵で越冬する。

## 分布
北海道内陸部、本州の甲信越以北と関西以西、四国、九州。四国と九州では生息地が限られる。一部自治体ではレッドリストへの記載がある。熊本県では条例により指定希少野生動植物に指定されて保護されている。
国外ではロシア極東、中国大陸、朝鮮半島。